# 徐相锋
徐相锋（1971年4月—），男，汉族，河南清丰人，中国政治人物。现任三门峡市委书记。

## 简历
1993年毕业于天津大学技术经济与系统工程系技术经济专业、电子系无线电技术专业；
2002年6月，任中牟县副县长(2004年在职取得中国人民大学公共管理学院公共管理硕士学位)
2011年5月，任郑州市环境保护局党组副书记、副局长；
2011年12月，任中牟县县长；
2012年9月，任河南省人力资源和社会保障厅副厅长；
2014年2月，任中共巩义市委书记；
2016年9月，任中共许昌市委常委、宣传部部长；
2019年3月，任中共洛阳市委常委、市纪委书记；
2020年1月，任中共哈密市委副书记；
2023年3月，任三门峡市市长。
2025年8月，任三门峡市委书记。